# Al ‘Arābā al Madfūnah
Al ‘Arābā al Madfūnah är en fornlämning i Egypten.   Den ligger i guvernementet Al-Wadi al-Jadid, i den centrala delen av landet, 400 km söder om huvudstaden Kairo. Al ‘Arābā al Madfūnah ligger 90 meter över havet.
Terrängen runt Al ‘Arābā al Madfūnah är platt åt nordväst, men åt sydost är den kuperad. Runt Al ‘Arābā al Madfūnah är det glesbefolkat, med 14 invånare per kvadratkilometer. Närmaste större samhälle är Al Balyanā, 11,9 km nordost om Al ‘Arābā al Madfūnah. Trakten runt Al ‘Arābā al Madfūnah är ofruktbar med lite eller ingen växtlighet.